# Opfer (Schach)
Opfer bezeichnet im Schachspiel einen Spielzug, mit dem ein Spieler freiwillig einen oder mehrere Spielsteine dem Gegner zum Schlagen anbietet (opfert). Ziel ist dabei, den aus der Annahme des Opfers resultierenden materiellen Nachteil durch anderweitige Vorteile (Zeitgewinn, Raumgewinn, positionelle Faktoren) zumindest zu kompensieren. Der Gegner kann das Opfer annehmen oder ablehnen.
Kann das geopferte Material forciert zurückgewonnen werden, bezeichnet man dies als Scheinopfer.
Erfolgt das Opfer (zumeist eines Bauern) bereits während der Eröffnungsphase, spricht man von einem Gambit.
Ohne höheren Zweck zum eigenen Nachteil hergegebene Figuren sind dagegen keine Opfer. Solche zumeist unsinnigen Züge werden im Schachspiel Einsteller genannt.
Häufig werden bei einem Opfer Figuren der gegnerischen Partei geschlagen, die ausreichend verteidigt sind, wodurch die Annahme des Opfers oft erzwungen ist, um nicht selbst in materiellen Nachteil zu geraten. Opfer sind häufig Bestandteil mehrzügiger Kombinationen, können aber auch Teil eines langfristig angelegten strategischen Plans sein. Dabei wird der im Spiel als normal betrachtete materielle Wert der Figuren „schlagartig“ negiert bzw. ignoriert. Das Opfer kommt für einen der Spieler oft unerwartet, da man im Spielverlauf meist nur den üblichen Figuren-Wert in Betracht zieht und Ausnahmesituationen nicht erkennt, in denen beispielsweise positionelle Vorteile die materiellen überwiegen. Das betrifft unerfahrene Spieler häufiger als starke Spieler oder gar Großmeister.
Der Erfolg eines Opfers hängt von der richtigen Bewertung der resultierenden Stellung ab. Ansonsten kann der Materialvorteil des Gegenspielers zum Verlust der Partie führen, in diesem Fall spricht man von einem „inkorrekten“ Opfer. Falls der opfernde Spieler jedoch weiß oder ahnt, dass das Opfer inkorrekt ist, es aber aus psychologischen Gründen spielt, spricht man von einem spekulativen Opfer. Der österreichische Großmeister Rudolf Spielmann, der 1935 ein Buch mit dem Titel Richtig opfern verfasste, sieht allerdings als „echte“ Opfer nur diejenigen an, die nicht bis zum Ende durchkalkuliert werden können, also im Wesentlichen auf Intuition beruhen.

## Klassifikation
Opfer im Schachspiel können nach verschiedenen Kriterien klassifiziert werden, z. B. nach dem Ziel des Opfers:
- Schachmatt
- Remis, z. B. durch Patt, Dauerschach
- Materialvorteil
- Positionsvorteil

Bei einer Einteilung nach den geopferten Spielsteinen spricht man von
- Bauernopfer
- Springeropfer
- Läuferopfer
- Turmopfer
- Damenopfer
- Qualitätsopfer nennt man die Hergabe eines Turms für einen Springer oder Läufer

Während Bauernopfer relativ häufig vorkommen und in vielen Eröffnungen routinemäßig gebracht werden, gilt ein Damenopfer als besonders spektakulär.
Eine thematische Einteilung unternahm der russische Großmeister Juri Awerbach:
- Hinlenkungsopfer: es wird eine gegnerische Figur auf ein bestimmtes Feld gezwungen, auf dem eine Schädigung eintritt
- Ablenkungsopfer: eine gegnerische Figur wird von ihrer zu erfüllenden Aufgabe (beispielsweise der Deckung eines bestimmten Feldes) abgelenkt
- Zerstörungsopfer: die Verteidigung wird ausgeschaltet
- Räumungsopfer: es werden Felder, Reihen, Linien oder Diagonalen für den Weg eigener Figuren geräumt
- selbstzerstörerische Opfer: bei dem man eigene, für die Durchführung einer Aktion hinderliche Figuren schlagen lässt

Außerdem werden Opfer zur Blockade eines gegnerischen Bauern als Hemmungsopfer bezeichnet. Durch die Bauernblockade kann beispielsweise das Eingreifen wichtiger Verteidigungsfiguren unterbunden werden.
Eine Angriffskombination kann sich auch aus mehreren Opferarten gleichzeitig zusammensetzen.
Jakow Neistadt beschrieb in seinem Buch über Damenopfer mehrere Unterteilungen. Demnach wurden Opfer in reale und scheinbare Opfer eingeteilt. Scheinbare Opfer beinhalten nach Rudolf Spielmann Positionsopfer, bei denen das Material zurückgewonnen und die eigene Stellung verbessert wird, wie auch Opfer mit dem Ziel des Matts oder Materialgewinns. Echte Opfer seien Opfer für die eigene Entwicklung oder gegen die Mobilisierung der gegnerischen Steine, Opfer zur Verhinderung der gegnerischen Rochade oder zur Linienöffnung. Des Weiteren gehören zu den echten Opfern Ablenkungsopfer, um gegnerische Steine vom Hauptabschnitt des Kampfes fernzuhalten und Opfer, um ein Feld für eine eigene Figur freizumachen. Auch Opfer gegen den bereits rochierten König, um diesen etwa zu verfolgen, zählen demnach zu echten Opfern. Leonid Schamkowitsch unterteilte laut Neistadt ebenfalls in zwei Opferarten, namentlich Scheinopfer wie oben und reale Opfer, die er in dynamische Opfer untergliedert, wie etwa Hemmungsopfer, und solche, die sich auf eine allgemeine Lagebeurteilung gründen.

## Beispiel
|   | a | b | c | d | e | f | g | h |   |
| 8 |   |   |   |   |   |   |   |   | 8 |
| 7 |   |   |   |   |   |   |   |   | 7 |
| 6 |   |   |   |   |   |   |   |   | 6 |
| 5 |   |   |   |   |   |   |   |   | 5 |
| 4 |   |   |   |   |   |   |   |   | 4 |
| 3 |   |   |   |   |   |   |   |   | 3 |
| 2 |   |   |   |   |   |   |   |   | 2 |
| 1 |   |   |   |   |   |   |   |   | 1 |
|   | a | b | c | d | e | f | g | h |   |

Eine Folge verschiedener Opfer führt hier für Schwarz zum Gewinn.
25. … Le6 räumt die 8. Reihe für die Dame.

26. Lxe6 Sd3 öffnet die b-Linie mit Tempogewinn.

27. Df7 Db8+

28. Lb3 Txb3+ beseitigt den letzten Verteidiger.

29. Kc2 Sb4+ Hinlenkungsopfer des schwarzen Turms zum Abzugsschach

30. Kxb3 Sd5+ der Springer räumt die b-Linie und sperrt die Diagonale c4–f7

31. Kc2 Db2+

32. Kd3 Db5+
Weiß gab auf, denn Matt ist unvermeidlich.
 (33. Kc2 De2+ 34. Kb3 Db2+ 35. Kc4 Db5 matt)
Das Läuferendspiel von Tarrasch zeigt ein kombiniertes Räumungs- und Beschäftigungsopfer.